# Онтарио
Вижте пояснителната страница за други значения на Онтарио.
Онта̀рио (на английски: Ontario, [ɒnˈtɛəri.oʊ]) е най-населената провинция в Канада, както и втората по площ след Квебек (Нунавут и Северозападни територии са по-големи, но не са провинции). Разположена е в централната част на Канада.
Онтарио граничи с провинциите Манитоба на запад, Квебек на изток, и с американските щати Минесота, Мичиган, Охайо, Пенсилвания (по езерото Ери) и Ню Йорк на юг. Границите на Онтарио със САЩ в по-голямата си част са естествени и преминават, започвайки от Горско езеро, по четирите Големи езера: Горно езеро, Хюрън, Ери и Онтарио, след това по река Сейнт Лорънс (Свети Лаврентий), близо до Корнуол. Онтарио е единствената провинция, граничеща с Големите езера.
Нейна столица е град Торонто, най-големият град на Канада. Отава, столицата на Канада, също се намира в Онтарио. Към края на 2018 г. в Онтарио живеят 14 322 757 жители, което прави 38,5% от населението на страната.
Площта на провинцията е 1 076 395 km². Държавен език е английският.
Орган на местната законодателна власт е парламентът, избиран чрез общо пряко гласуване от гражданите по мажоритарната система.

## Етимология
Провинцията е наречена на езерото Онтарио, термин, за който се смята, че произлиза от Ontarí:io, хуронска дума със значение „голямо, огромно езеро“ или от skanadario, което означава „красива вода“ в ирокезките езици. Онтарио има около 250 000 сладководни езера.

## География
Провинцията се състои от три основни географски региона:
- Слабо населеният Канадски щит в северозападните и централните части, който обхваща повече от половината земя на Онтарио. Въпреки че тази област най-вече не подкрепя селското стопанство, тя е богата на минерали и отчасти покрита с гори от Централния и Средния Канадски щит, осеяни с езера и реки. Северно Онтарио е разделено на два подрегиона: Северозападно Онтарио и Североизточно Онтарио.
- Почти ненаселените Хъдсънски низини в най-северния и североизточен район, предимно блатисти и слабо залесени.
- Южно Онтарио, което освен това се разделя на четири региона; Централно Онтарио (въпреки че всъщност не е географският център на провинцията), Източно Онтарио, Златна подкова и Югозападно Онтарио (част от които преди са били наричани Западно Онтарио).

Въпреки липсата на планински терен в провинцията, има големи площи на планински райони, особено в рамките на Канадския щит, който преминава през провинцията от северозапад към югоизток, а също и над Ниагарския ескарп, който пресича юга. Най-високата точка е Ишпатина Ридж на 693 метра над морското равнище в Темагами, Североизточно Онтарио. На юг надморска височина над 500 м е превишена близо до Колингууд, над Сините планини в Дъндолк Хайландс и в хълмове в близост до река Мадауаска в окръг Ренфрю.
Зоната на Каролинските гори обхваща по-голямата част от югозападния район на провинцията. Добре известна географска характеристика е Ниагарският водопад, част от Ниагарския ескарп. Сейнтлорънският морски път позволява навигация до и от Атлантическия океан до вътрешността на страната като Тъндърбей в Северозападно Онтарио. Северно Онтарио заема приблизително 87% от площта на провинцията, докато Южно Онтарио съдържа 94% от населението.
Пойнт Пили е полуостров на езерото Ери в югозападната част на Онтарио (близо до Уиндзор и Детройт, Мичиган), който е най-южната част на континенталната част на Канада. Остров Пили и остров Мидъл при езерото Ери се простират малко по-далеч. Всички са южно от 42°N – малко по-южно от северната граница на Калифорния.

## Население

### Население на Онтарио от 1851 г.
| Година | Население  | Промяна (в %) за 5 години | Промяна (в %) за 10 години |
| ------ | ---------- | ------------------------- | -------------------------- |
| 1851   | 952 004    | n/a                       | n/a                        |
| 1861   | 1 396 091  | n/a                       | 46.6                       |
| 1871   | 1 620 851  | n/a                       | 16.1                       |
| 1881   | 1 926 922  | n/a                       | 18.9                       |
| 1891   | 2 114 321  | n/a                       | 9.7                        |
| 1901   | 2 182 947  | n/a                       | 3.2                        |
| 1911   | 2 527 292  | n/a                       | 15.8                       |
| 1921   | 2 933 662  | n/a                       | 16.1                       |
| 1931   | 3 431 683  | n/a                       | 17.0                       |
| 1941   | 3 787 655  | n/a                       | 10.3                       |
| 1951   | 4 597 542  | n/a                       | 21.4                       |
| 1956   | 5 404 933  | 17.6                      | n/a                        |
| 1961   | 6 236 092  | 15.4                      | 35.6                       |
| 1966   | 6 960 870  | 11.6                      | 28.8                       |
| 1971   | 7 703 105  | 10.7                      | 23.5                       |
| 1976   | 8 264 465  | 7.3                       | 18.7                       |
| 1981   | 8 625 107  | 4.4                       | 12.0                       |
| 1986   | 9 101 695  | 5.5                       | 10.1                       |
| 1991   | 10 084 885 | 10.8                      | 16.9                       |
| 1996   | 10 753 573 | 6.6                       | 18.1                       |
| 2001   | 11 410 046 | 6.1                       | 13.1                       |
| 2006*  | 12 160 282 | 6.6                       | 13.1                       |

Източник: Statistics Canada

### Най-населени статистически градски центрове
Според „Statistics Canada“, която е канадската национална статистическа служба, статистическият градски център (Census Metropolitan Area) включва главния град и всички населени места на разстояние, позволяващо ежедневното придвижване до главния град (например с цел работа).
| Градски център (съседните населени места са включени в скоби) | 2006      | 2001      |
| ------------------------------------------------------------- | --------- | --------- |
| Торонто (Район Пийл, Район Йорк, Пикъринг)                    | 5 813 149 | 4 682 897 |
| Отава (Гатиньо, Клерънс-Роклънд, Ръсел)                       | 1 130 761 | 1 067 800 |
| Хамилтън (Бърлингтън, Гримсби)                                | 692 911   | 662 401   |
| Лондон (Сейнт Томас, Стратрой-Керъдок)                        | 457 720   | 435 60    |
| Китчънър (Кеймбридж, Уотърлу)                                 | 451 235   | 414 284   |
| Сейнт Катринс (Ниагара Фолс, Уелънд)                          | 390 317   | 377 009   |
| Ошъуа (Уитби, Кларингтън)                                     | 330 594   | 296 298   |
| Уиндзър (Лейкшор, ЛаСал)                                      | 323 342   | 307 877   |
| Бари (Инисфил, Спрингуотър)                                   | 177 061   | 148 480   |
| Садбъри (Уайтфиш Лейк, Уанапайти индиански резерват)          | 158 258   | 155 601   |
| Кингстън                                                      | 152 358   | 146 838   |

## Икономика
Онтарио е водещата промишлена провинция на Канада, представляваща 52% от общите национални пратки за производство през 2004 г. Най-големият търговски партньор на Онтарио е американският щат Мичиган. Към април 2012 г. агенцията за кредитен рейтинг на Moody’s оценява дълга на Онтарио на AA2/стабилен, докато S&P го оценява на AA-. Отдавна известен като бастиона на канадската производствена и финансова платежоспособност, съотношението на държавния дълг към БВП на Онтарио се очаква да бъде 37,2% през финансовата 2019 – 2020 г. в сравнение с 26% през 2007 – 2008 г.
Реките на Онтарио го правят богат на водноелектрическа енергия. През 2009 г. Ontario Power Generation генерира 70% от електроенергията на провинцията, от които 51% са ядрени, 39% са водноелектрически и 10% са извлечени от изкопаеми горива. До 2025 г. се предвижда атомната енергия да достави 42%, докато произвежданото от изкопаеми горива производство се очаква да намалее леко през следващите 20 години.

## Образование
В Канада образованието попада под юрисдикцията на провинцията. Обществено финансираните начални и средни училища се администрират от Министерството на образованието на Онтарио, докато колежите и университетите се администрират от Министерството на Онтарио за обучение, колежи и университети. Министърът на образованието е Стивън Лече, а Министърът на обучението, колежите и университетите е Рос Романо.